# Moonage Daydream
"Moonage Daydream" es una canción escrita por el músico británico David Bowie. Fue originalmente grabada en febrero de 1971 en los estudios Radio Luxembourg en Londres y publicado como sencillo junto con su banda Arnold Corns en abril de 1971 a través de B&C. Posteriormente, Bowie regrabó la canción en noviembre de 1971 para el lanzamiento del álbum de 1972, The Rise and Fall of Ziggy Stardust and the Spiders from Mars. En el álbum, la canción introduce directamente al personaje Ziggy Stardust, quién se describe como una estrella de rock bisexual quién salvará la Tierra de un inminente desastre descrito en la canción de apertura "Five Years". Presenta un saxofón tocado por Bowie y un solo de guitarra y arreglos orquestales por Mick Ronson.

## Composición y grabación

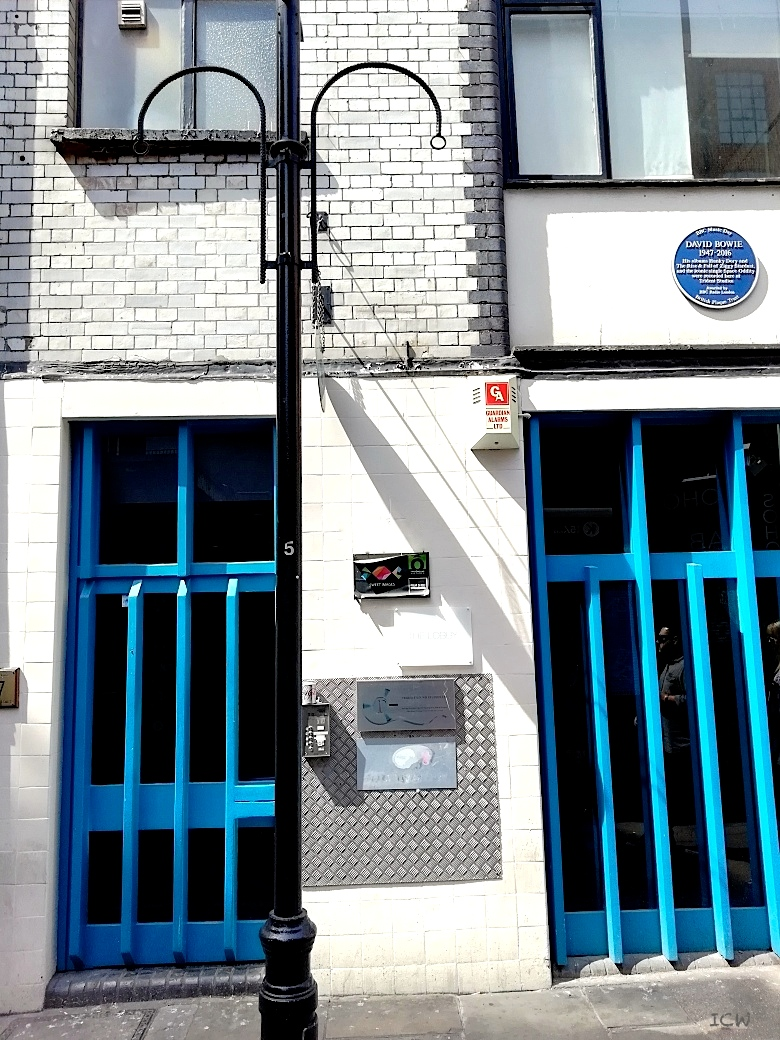
Los Trident Studios en 2018, donde el álbum fue grabado.

"Moonage Daydream" fue escrita durante la gira promocional en los Estados Unidos a inicios de febrero de 1971. Después de la gira, Bowie formó una banda de corta duración, Arnold Corns, nombrada después de la canción de Pink Floyd, "Arnold Layne". Arnold Corns grabó "Moonage Daydream" y "Hang On to Yourself" el 25 de febrero de 1971 en los estudios Radio Luxembourg en Londres.
Bowie regrabó la canción el 12 de febrero de 1972 en los Trident Studios en Londres para la inclusión en The Rise and Fall of Ziggy Stardust and the Spiders from Mars. Fue coproducido por Bowie y Ken Scott y grabado junto con la banda de soporte The Spiders from Mars, la cual consiste en Mick Ronson, Trevor Bolder y Mick Woodmansey. El grupo grabó la canción en dos tomas, junto con "Soul Love" y "Lady Stardust" y la regrabación de la canción "The Supermen" del álbum The Man Who Sold the World.

## Letra
Como la tercera canción del álbum, "Moonage Daydream" introduce al personaje Ziggy Stardust. Una vez introducido, Ziggy se proclama como: "un alligator" (fuerte y despiadado), "un mamá-papá" (sin género específico), "un invasor espacial" (alienígena y fálico), "una perra rocanrolera" y un "pajaro-mono-rosa" (jergas gay para quién recibe sexo anal). Ziggy elogia las virtudes de "the church of man, love" (o también escuchada como "the church of man-love"); Pegg cree que está frase fue inspirada en parte por la propuesta "Iglesia de Dios, Amor y Hombre" por el filósofo Thomas Paine.

## Lanzamiento y recepción

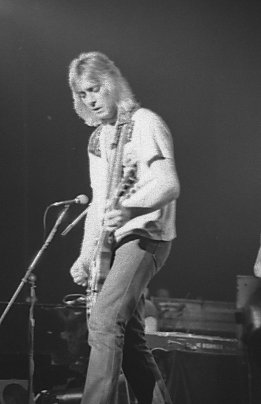
El trabajo de guitarra de Mick Ronson recibió aclamación de los críticos de la música, con la mayoría llamándola el mejor aspecto de la canción.

La versión original de "Moonage Daydream" por la banda Arnold Corns fue publicada en el Reino Unido por B&C Records como sencillo de 7 pulgadas junto con "Hang On to Yourself" como lado B en abril de 1971. La versión regrabada fue publicado como tercera canción del quinto álbum de Bowie, Ziggy Stardust, entre "Soul Love" y "Starman", el 16 de junio de 1972 a través de RCA Records.
Ultimate Classic Rock, en su lista de las 10 mejores canciones de Bowie, posicionó a "Moonage Daydream" en el tercer lugar, llamándola la canción más poderosa del álbum – y de su carrera. En 2018, NME posicionó la canción como la undécima mejor canción de Bowie. Alexis Petridis de The Guardian posicionó a "Moonage Daydream" en el lugar #33 de las 50 Mejores Canciones de David Bowie, llamando al solo de guitarra de Ronson "alucinante".

## Versiones en vivo
- El 16 de mayo de 1972, Bowie grabó «Moonage Daydream» para el programa de radio de la BBC Sounds of the 70s, presentando por John Peel; las sesiones fueron transmitidas una semana después.[15] En 2000, está grabación fue publicada en el álbum compilatorio Bowie at the Beeb.[16]
- Otra versión en vivo grabada en el Santa Monica Civic Auditorium el 20 de octubre de 1972 fue publicado en Live Santa Monica '72.[17]
- Una versión grabada en el Hammersmith Odeon en Londres, el 3 de julio de 1973 fue publicada en Ziggy Stardust: The Motion Picture en 1983.[18]
- Una presentación grabada en el Tower Theater, Pensilvania como parte de la gira de Diamond Dogs, fue publicada en David Live.[19]
- Una versión grabada en el Universal Amphitheatre, California, durante la gira de Diamond Dogs el 5 de septiembre de 1974 fue incluida en Cracked Actor (Live Los Angeles '74).[20]
- Una interpretación en vivo durante la tercera etapa de la gira de Diamond Dogs, grabada en octubre de 1974, fue publicada en 2020, en I'm Only Dancing (The Soul Tour 74).[21]
- Una versión grabada en 1995 durante la gira de Outside Tour fue publicada como parte del álbum en vivo Ouvrez le Chien (Live Dallas 95).[22]
- Una versión grabada en el National Exhibition Centre, Inglaterra el 13 de diciembre de 1995 fue publicada en No Trendy Réchauffé (Live Birmingham 95).[23]

## Otros lanzamientos
- La canción ha aparecido en numerosos álbumes compilatorios de David Bowie:
  - Sound + Vision (1989)
  - Best of Bowie (2002)
  - Nothing has changed. (2014)
  - Five Years (1969–1973) (2015)
  - Bowie Legacy (2016)
- La canción aparece en la banda sonora de la película de 2014, Guardians of the Galaxy.[24]

## Legado
La versión de Arnold Corns (sin la introducción "Cuando estés listo") fue publicada como un bonus track en el relanzamiento de The Man Who Sold the World en 1990 y en la reedición de Ziggy Stardust en 2002. La introducción fue restaurada para el lanzamiento de Re:Call 1 en 2015, como parte de la caja recopilatoria Five Years (1969–1973).
Moonage Daydream: The Life and Times of Ziggy Stardust, un libro escrito por Bowie, fue nombrado después de la canción y fue publicado en 2002 por Genesis Publications. En el documenta el período de Bowie entre 1972 hasta 1973 y viene completamente ilustrado con fotografías tomadas por Mick Rock. Bowie lo conoció en 1972 y ellos formaron una larga amistad y relación de trabajo. Rock fue el único fotógrafo autorizado para registrar la carrera de 2 años de Ziggy Stardust.
La canción también sirvió como homónimo del documental Moonage Daydream de 2022 sobre Bowie, anunciado el 23 de mayo de 2022, que consta de material de archivo que detalla la vida y la carrera de Bowie. El documental es la primera película póstuma sobre Bowie aprobada por su patrimonio.

## Créditos
Créditos adaptados desde las notas del álbum.
- David Bowie – voz principal, guitarra acústica, saxofón, flauta irlandesa
- Mick Ronson – guitarra eléctrica, piano, coros, arreglos orquestales
- Trevor Bolder – bajo eléctrico
- Mick Woodmansey – batería

## Versión de Arnold Corns

### Antecedentes
La versión de Arnold Corns de "Hang On to Yourself" – grabada en el Radio Luxembourg, Londres el 25 de febrero de 1971 – fue lanzada por primera vez como sencillo junto con "Hang On to Yourself como lado B en el Reino Unido el 23 de abril de 1971.

### Otros lanzamientos
- La canción fue publicada como sencillo junto con "Hang On to Yourself" como lado B el 23 de abril de 1971.[10]
- Está versión de la canción, originalmente publicada como sencillo en el Reino Unido, estuvo disponible en formato digital y CD por primera vez en 2015, en Re:Call 1, como parte de la caja recopilatoria Five Years (1969–1973).[32]

### Lista de canciones
Todas las canciones escritas por David Bowie.
1. "Moonage Daydream" – 3:53
2. "Hang On to Yourself" – 2:52

### Créditos
Créditos según Kevin Cann.
- David Bowie – voz principal, guitarra acústica
- Freddie Burretti – coros
- Mark Carr-Pritchard – guitarra eléctrica
- Peter DeSomogyi – bajo eléctrico
- Tim Broadbent – batería, pandereta